# Eddie Polland
Eddie Polland (Newcastle, County Down, 10 juni 1947) is een professioneel golfer uit Noord-Ierland. Hij speelt op de European Senior Tour.
Polland werd in 1968 professional. Het jaar 1973 werd zijn topjaar: hij behaalde zijn eerste overwinning op de Europese PGA Tour, werd 16de bij het Brits Open en speelde in de Ryder Cup. Hij heeft daarna nog drie toernooien op de Europese Tour gewonnen.
Ook op de Senior Tour heeft hij twee overwinningen behaald, beide in 1999. Dat jaar speelde hij ook in het 3de Praia D'El Rey European Open in Portugal.

## Gewonnen
Europese Tour
- 1973: Penfold Tournament
- 1975: Engels Matchplay Kampioenschap
- 1976: Spaans Open
- 1980: Spaans Open

Nationaal
- 1974: PGA Kampioenschap

Europese Senior Tour
- 1999: Lawrence Batley Seniors, Senior Tournament of Champions